# Inmigración polaca en México
La comunidad polaca de México es destacada en muchas actividades importantes del país, principalmente en el arte y el comercio, es también la tercera comunidad más numerosa e importante de polacos en América Latina, detrás de Brasil y Argentina. En su mayoría son practicantes del cristianismo católico aunque también hay notable presencia de polacos judíos, que huyeron durante la Segunda Guerra Mundial hacia México. Entre ellos algunos han destacado en la cultura y en asuntos empresariales.
Según el censo del año 2020 del INEGI, hay 889 ciudadanos polacos residiendo en México.
Las comunidades polacas se encuentran en todas las entidades federativas, pero se ubican principalmente en la Ciudad de México, los estados de Guanajuato, Puebla, México, Tamaulipas, Nuevo León, Jalisco, Hidalgo y San Luis Potosí.

## Historia

### Antecedentes
Tadeusz Lepkowski describe, que México no fue destino de inmigración masiva de polacos hacia México a diferencia de otros países latinoamericanos como Argentina, Brasil y Uruguay, pero la presencia polaca se ha manifestado desde la Nueva España, Jan Dantiszek dio a conocer en Polonia sobre la conquista de Hernán Cortés sobre México Tenochtitlán, sin duda alguna el clero polaco se interesó en colaborar con la corona española para la evangelización de miles de novohispanos indígenas y de misiones católicas en la India, el Jerzy Hortynski fue uno de los misioneros europeos que se lanzaron a la aventura junto con religiosos checos, alemanes y franceses, quien muriera en la Sierra Tarahumara en 1686. En la sociedad de la Nueva España se describe a un polaco del Puerto de Veracruz, llamado Jan de Ruissellion, un personaje misterioso cuyos orígenes eran polacos, se cree que debí una condena en Europa y su huida a México era para proteger su identidad.

### México independiente

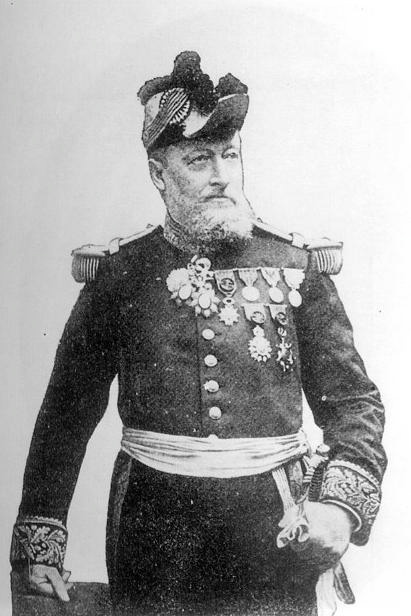
Louis Borel de Brétizel, general franco-prusiano que emigró a México durante el gobierno de Maximiliano I.

Después de la independencia de México, México entró en un proceso difícil de gobernancia, tanto los liberales como los conservadores contrataron soldados polacos, checos y eslovacos, a los que llamaban Los peregrinos, también había soldados polacos durante la Guerra de Reforma y el gobierno de Maximiliano I. Los polacos no tomaron parte de la guerra de independencia, razón por la cual fueron bien aceptados por los mexicanos de cualquier partido, además la mayoría se confesaba católico al igual que los italianos emigrados a México; muchos de ellos eran soldados del ejército prusiano y guardaban lealtad a los militares mexicanos.
Un contingente de pioneros polacos y checos, venidos de los estados de Texas y Arkansas se establecieron en el norte del país, hubo facilidades de asentarse con sus familias durante el gobierno de Plutarco Elías Calles, a diferencia de los menonitas y mormones, la asimilación a la cultura mexicana fue muy rápida, fue una integración a la vida nacional por no tener diferencias ideológicas religiosas distintas a la mayoría de los mexicanos, se dedicaron a la agricultura y el comercio en las ciudades norteñas, la venta de instrumentos musicales fue una aportación de esta comunidad hacia la cultura norteña, las redovas y polkas se integraron a la sociedad.

### Revolución mexicana
En la Ciudad de Puebla, llegaron una comunidad de farmacéuticos y científicos de medicina, de lo que se recuerda la Botica Silawa, ellos fueron traídos por los alemanes que ya radicaban en el estado; así fue como llegó otra importante comunidad de empresarios prusianos de Silesia y Danzig para dedicarse al comercio y a la industria papelera, minera y agro-alimentaria, conformando parte de la comunidad europea que empezaba a establecerse en el país durante el Porfiriato. Paweł Edmund Strzelecki, vino a México para realizar investigaciones geológicas y meteorológicas y el médico Seweryn Galezonski, figuras fundamentales de las facultades de Ciencias de la Tierra y Medicina, de la Universidad Nacional de México.

### Segunda Guerra Mundial

Niños polacos albergados en México por cuestiones bélicas de su país, durante la Segunda Guerra Mundial en León, Guanajuato.

En los años 1940, México albergó a un total de 1953 refugiados polacos a raíz de la invasión nazi que iniciaba la Segunda Guerra Mundial en el continente europeo, bajo el pacto del Tratado de Varsovia el cual les permitía recidir en cualquier país del exterior, de ellos fueron los primeros 435 polacos, luego llegaron 1500 polacos procedentes de Bombay, eran en su mayoría menores de edad, algunas esposas, viudas y adultos mayores de los soldados polacos católicos que fueron resguardados en la Hacienda de Santa Rosa; En la hacienda guanajuatense se les habilitó una escuela en lengua polaca, dormitorios, granjas para realizar actividades domésticas y pecuarias, con el paso de los años se sumaron alrededor 3500 ciudadanos polacos en calidad de refugiados, la gran mayoría se estableció en Guanajuato, Jalisco, Querétaro y Ciudad de México.
Después del fin de la Segunda Guerra Mundial, algunos de estos niños y familiares que vivieron en la Hacienda de Santa Rosa, en Guanajuato; 21 niños fueron entregados a la comunidad judía asquenazí de la Ciudad de México, la mayoría de niños fueron traslados a los Estados Unidos, 185 niños y adultos fueron repatriados a Polonia, el resto de los polacos se quedaron a vivir en la ciudad de León, Santiago de Querétaro, Ciudad de México y Guadalajara, otros se trasladaron a la Península de Yucatán y hacia Tabasco.

Judíos polacos asquenazíes en el Centro Histórico de la Ciudad de México.

El otro porcentaje de polacos y muy probablemente la mayoría de los inmigrados, eran polacos judíos de habla asquenazí o yidis que huyeron del nazismo en Europa, población joven venida del suroeste y del centro del país, llegaron a México cuando los Estados Unidos cierra el ingreso de inmigrantes, lo que orilló a los inmigrantes europeos a desplazarse hacia México, Cuba y Sudamérica. Estos jóvenes emprendedores ingresaron a México por los puertos de Veracruz, Tampico, Tuxpan, Coatzacoalcos y Progreso, algunos con sus esposas e hijos y otros en estado civil de soltería.
La gran mayoría de polacos judíos se fueron estableciendo en la Ciudad de México, Monterrey, Córdoba y Puebla, al igual que otros judíos venidos de Rusia, Ucrania, Alemania, Turquía, Hungría y República Checa, fueron principalmente comerciantes y vendedores ambulantes en los centros de las ciudades; al paso de los años se convirtieron en la clase media del país y posteriormente en años recientes, se convirtieron la élite del país, algunos dejaron de ser judíos y otros consolidaron mucho más sus raíces etno-culturales.

### El comunismo polaco

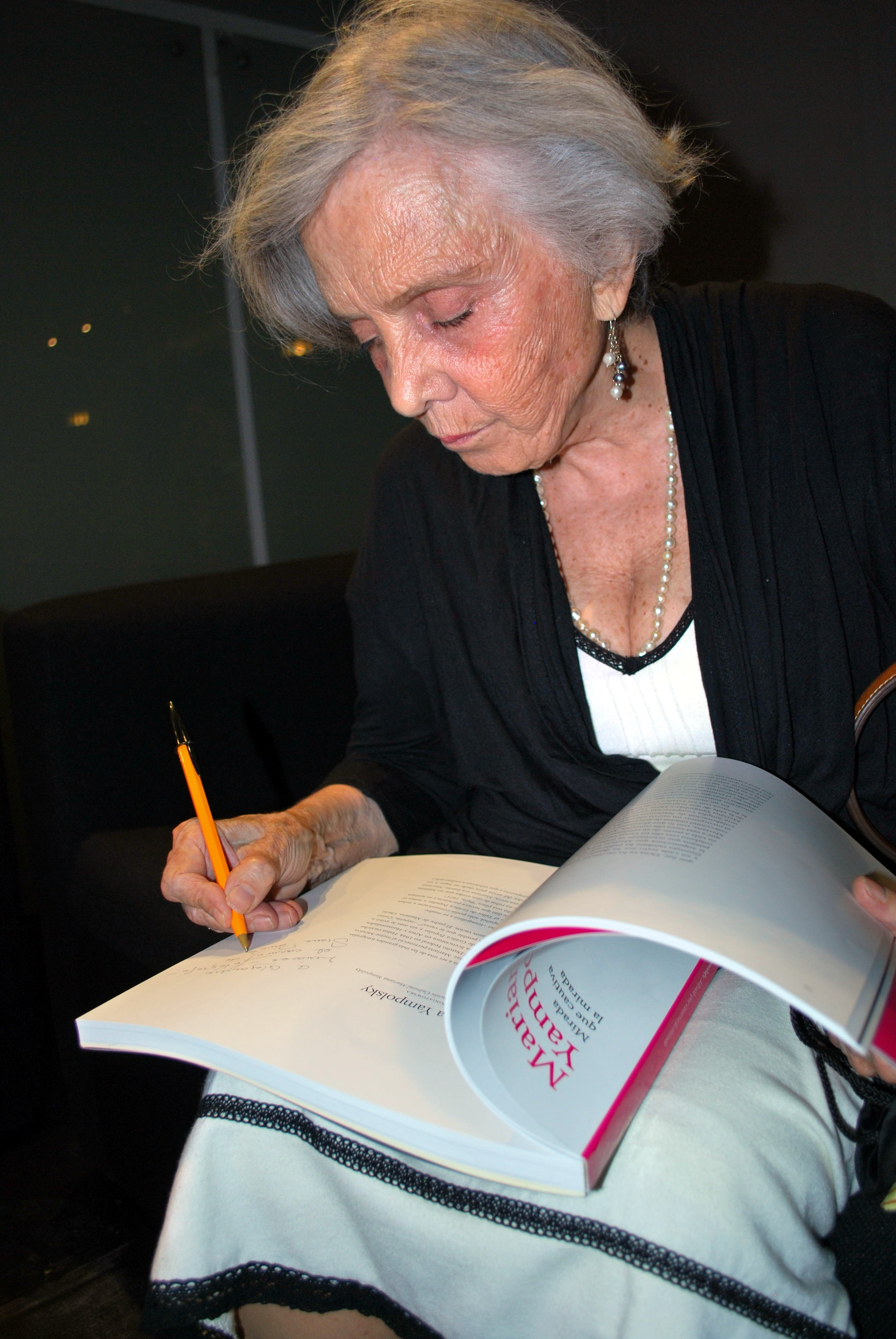
Elena Poniatowska firmando libro sobre Mariana Yampolsky en el Museo de Arte Popular en 2012.

Con el establecimiento del comunismo en Polonia, se dio un tercer contingente de polacos que emigraron a México para empezar una vida nueva, entre este grupo de inmigrantes llegaron intelectuales, artistas y académicos que decidieron establecerse en las ciudades mexicanas y que además contribuyeron con la oferta educativa y cultural de la nación mexicana. Entre estos nuevos inmigrantes ya no eran solo judíos y católicos como en el pasado, llegaron muchos opositores al gobierno polaco sin importar sus creencias religiosas o políticas.
Fue después de 1978, cuando los polacos decidieron hacer comunidad fuera de su natal Polonia, se integraron rápidamente al país enriqueciendo la cultura mexicana y formaron varias asociaciones civiles que fomentaran las tradiciones y costumbres polacas hacia sus hijos mexicanos, y a la vez integraron costumbres mexicanas en la educación de los niños mexicanos de origen polaco.

### Inmigración pos-comunismo
Del año 2000 hacia adelante, México sigue recibiendo personas de origen polaco, que al saber sobre la historia que vincula a ambos países, se han dado muchos enlaces conyugales entre personas de Polonia y México, los cuales han sido desde uniones libres hasta, matrimonios civiles, matrimonios católicos, matrimonios ortodoxos y matrimonios judíos. Este vínculo de transculturación entre ambas naciones también ha propiciado la inmigración de ciudadanos mexicanos y ciudadanas mexicanas, logrando un notable incremento de mexicanos en Polonia. 
Las principales causas que han propiciado que en los últimos años se siga dando la llegada de personas de origen polaco a México se debe en especial a aspectos culturales o académicos puesto que entre ambas naciones han existido diversos cooperaciones en donde se ha buscado promover entre tanto el desarrollo y la difusión en el ámbito cultural y educativo que enmarca a los dos países.
El último contingente de inmigrantes polacos hacia México, aunque más pequeño que el de la Segunda Guerra Mundial, llegó al término de comunismo y la instauración del nuevo gobierno polaco, el desempleo y la falta de desarrollo entre los jóvenes dio el último exilio hacia países de América Latina. Siendo México un país que cedía oportunidades a los extranjeros en todos los medios laborales, permitió que llegasen jóvenes en edades de 25 a 45 años, pero también se dio el caso de la trata de blancas hacia algunas chicas de zonas rurales en países de Europa Oriental y Sudamérica, algunas chicas fueron deportadas pero otras chicas recibieron la naturalización y residencia mexicana con el nacimiento de sus bebés mexicanos.

## Cultura polaca en México

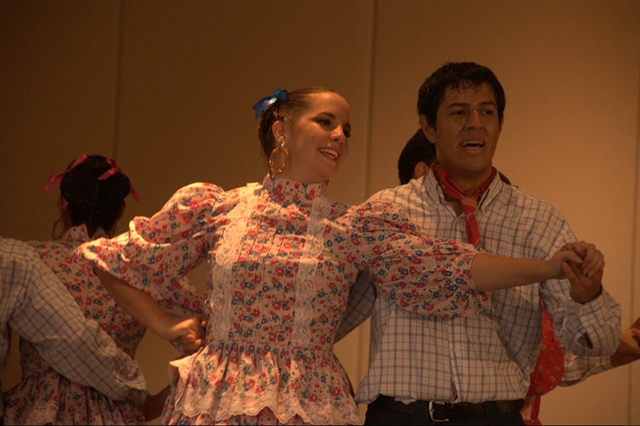
La polca mexicana, una aportación de los inmigrantes bohemios en el norte de México.

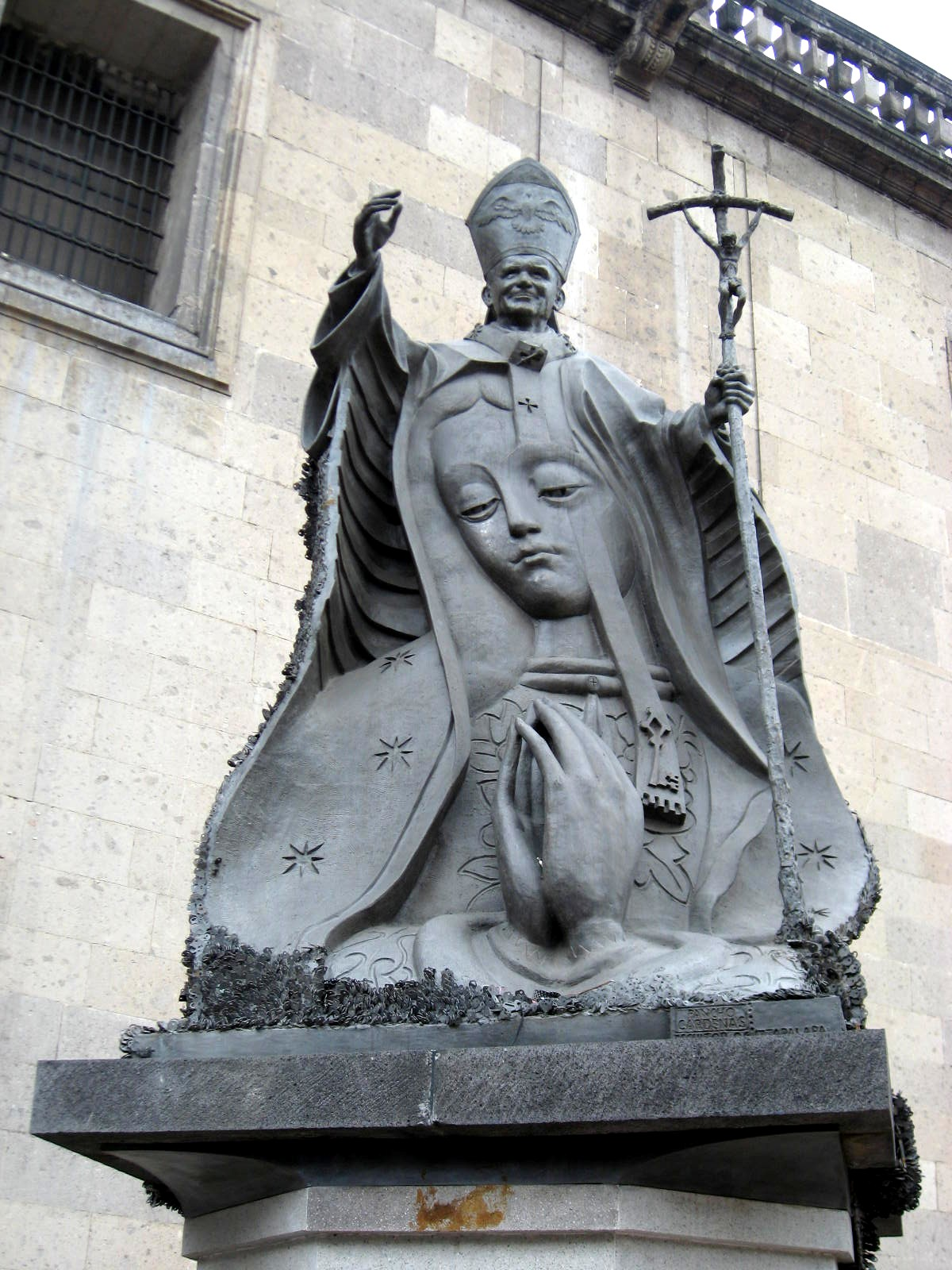
Estatua de Juan Pablo II con Nuestra Señora de Guadalupe.

Tras la muerte del Pontífice, Grupo Salinas, a través de Tv Azteca lanzó una campaña bajo el lema "Dale la llave de tu corazón", que convocaba a los mexicanos para realizar una escultura en honor de Juan Pablo II.
En el porfiriato llegan ritmos provenientes de Europa como las polkas y mazurcas bailadas en Silesia, Polonia y la antigua Checoslovaquia que se adaptan al baile popular, también la polka llegó a suelo mexicano, principalmente Nuevo León y Tamaulipas, en la península de Baja California se bailan los chaveranes que provienen de Arkansas en los Estados Unidos con cierta influencia polaca.
El recuerdo del Papa Juan Pablo II en suelo mexicano fue desbordante, católicos y no católicos buscaban el medio para ver y oír las enseñanzas del pontífice mientras se encontraba en suelo mexicano. México fue el primer país visitado por Karol Wojtyła ya como jerarca de la Iglesia católica.
Tras la muerte del Pontífice, se lanzó una campaña bajo el lema "Dale la llave de tu corazón", que convocaba a los mexicanos para realizar una escultura en honor de Juan Pablo II. La propuesta del artista Francisco Cárdenas Martínez, titulada "Llaves de fe" resultó la más votada entre 48. La estatua fue realizada enteramente con material proveniente de llaves donadas por el pueblo mexicano. Se recolectaron unos 7 millones de llaves equivalentes a unas 150 toneladas de metal. El 10 de febrero de 2007, la escultura fue entregada a las autoridades eclesiásticas en la Catedral Metropolitana de la Ciudad de México.

### Literatura
Elena Poniatowska ha escrito cuentos, novelas, teatro y poesía. Entre las constantes de su obra encontramos la presencia de la mujer y su visión del mundo, la Ciudad de México con su belleza y sus problemas, las luchas sociales, la vida cotidiana, la literatura, la denuncia de injusticias y la crítica social. Como creadora, se apoya en los recursos de la entrevista y la investigación periodística e histórica, y quizá por ello su narrativa tiene mucho de testimonio, de reportaje de investigación", señalan Angélica Arreola y Laura Navarrete.

Sus escritos, especialmente sus crónicas, son una fuente excelente de información cultural, política, sociológica, económica e histórica de México y su pueblo.

A pesar de sus orígenes aristocráticos, Poniatowska ha sido políticamente de izquierda y una defensora de los derechos humanos que ha influido con sus puntos de vista sobre los sectores intelectuales más prominentes de México. Como dice la editorial Alfaguara, es una «periodista y escritora comprometida», que «a menudo ha puesto su pluma al servicio de las causas más justas».

## Comunidades polacas en México

### Misiones diplomáticas de Polonia en México

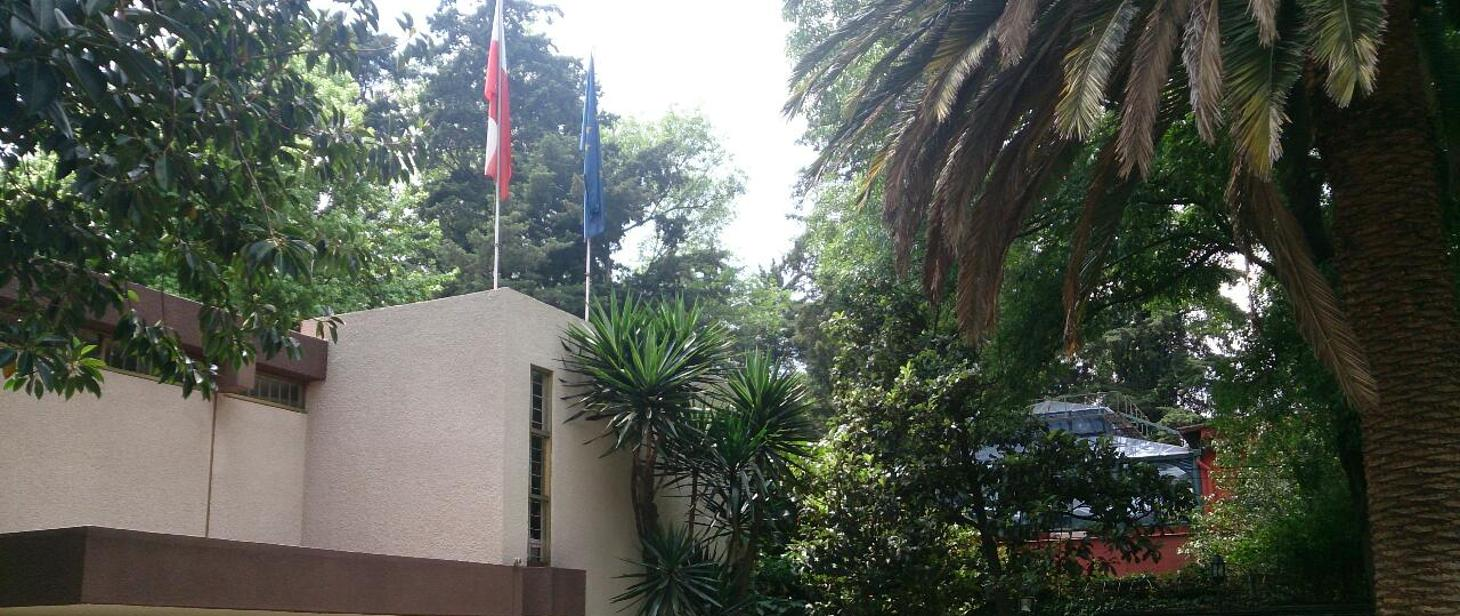
Embajada de Polonia en la Ciudad de México

La embajada de Polonia en la Ciudad de México atiende los intereses de Polonia en México y se encarga de proteger a los ciudadanos polacos que residen en el país de manera temporal o difinitiva.
- Embajada de Polonia en la Ciudad de México.[12]
- Consulado honorario en Acapulco, Guerrero.[13]
- Consulado honorario en Cancún, Quintana Roo.[13]
- Consulado honorario en Guadalajara, Jalisco.[13]
- Consulado honorario en la Ciudad de Guanajuato, Guanajuato.[13]
- Consulado honorario en Tijuana, Baja California.[13]
- Consulado honorario en Xochitepec, Morelos.[13]